# تل هزبند (المريخ)

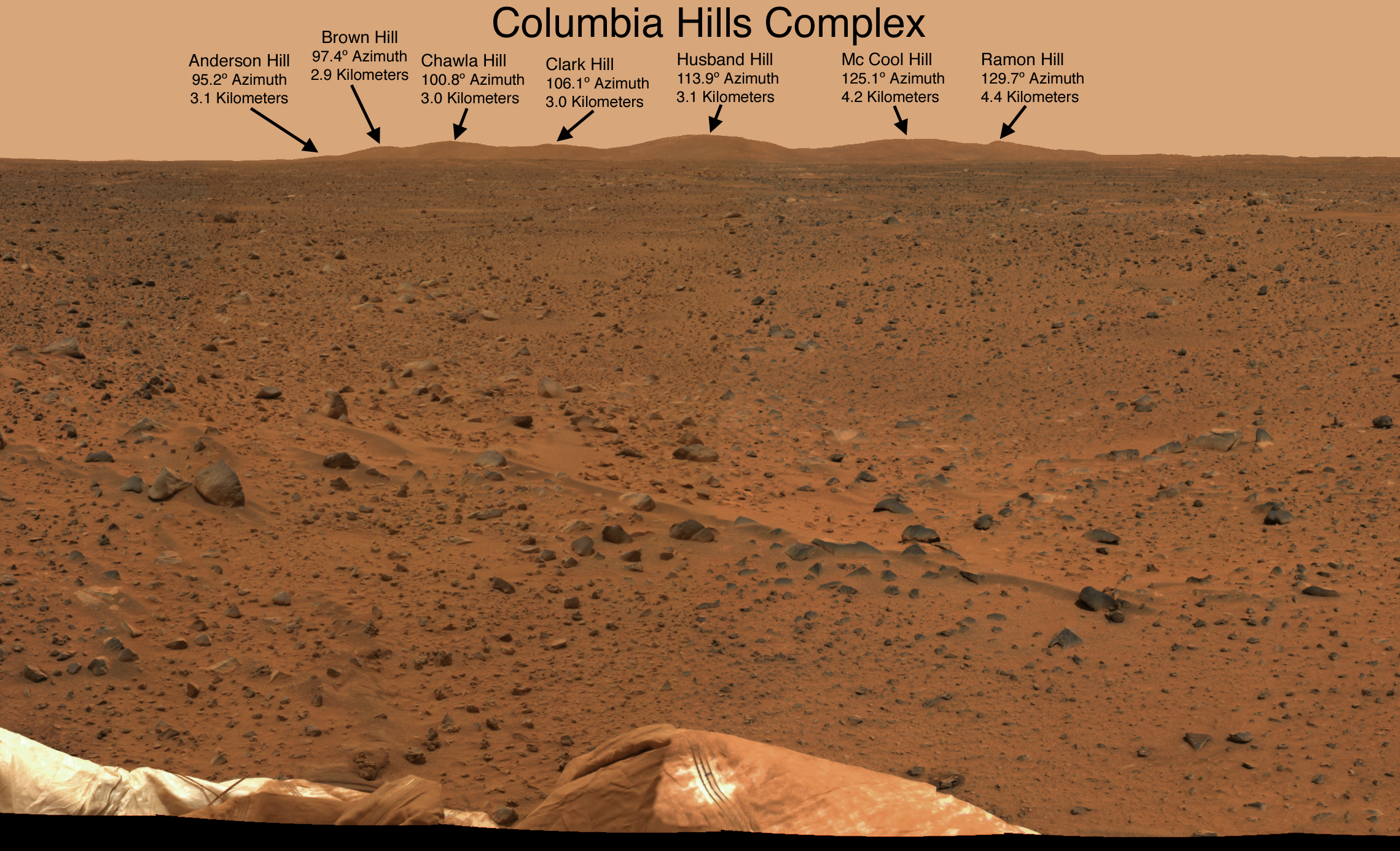
تلال كولومبيا كما بدت من وقع هبوط المتجول سبيريت.

تل هزبند (بالإنجليزية: Husband Hill)‏ أحد تلال كولومبيا ضمن فوهة غوسيف [الإنجليزية]، على سطح كوكب المريخ والقريبة من موقع هبوط متجول سبيريت التابع لوكالة ناسا، تمت تسيمة التل على اسم «ريك هزبند»، أحد أفراد طاقم مكوك كولومبيا الذي توفي عند إنفجار المكوك اثناء دخوله الغلاف الجوي للأرض عام 2003.

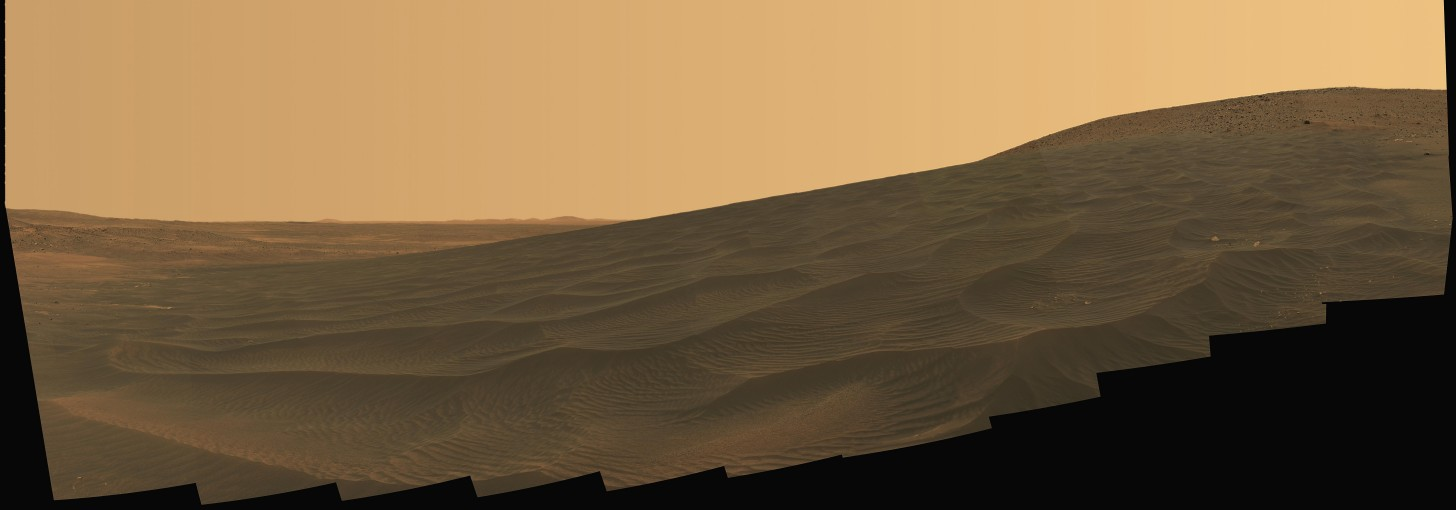
صورة التقطها متجول سبيريت عام 2006، لمنطقة «إلدورادو» القاتمة.

في عام 2005، تسلق المتجول سبيريت ببطء إلى التلة في مهمة لإستكشاف المنطقة التي هبط فيها، ووصل إلى قمتها في 21 أغسطس 2005، ثم أمضى ما يقارب الشهرين في دراسة قمة الهضبة والنتوءات وتصوير المنظر، ثم بدأ بالنزول في 25 سبتمبر 2005، مع تسمية مواقع تقع على التلة منها «نتوء كمبرلاند؛Cumberland Ridge» صخور هذه المنطقة تحتوي على نسبة من الفسفور أعلى من الطبيعي، ومنطقة «إلدورادو؛El Dorado» تشكيل يبدو معتم وقاتم يقع في الجزء الجنوبي من التل.
يصل إرتفاع التل إلى 107 م (351 قدم) عن السهول المحيطة بها.

## روابط خارجية
- الموقع الرسمي لجوالات المريخ
- صورة بانورامية لقمة تل هزبند نسخة محفوظة 2 نوفمبر 2007 على موقع واي باك مشين.